# ダービースタリオンズステークス
ダービースタリオンズステークスはかつて日本中央競馬会（JRA）が東京競馬場で施行していた中央競馬の特別競走であった。

## 概要
1988年から1992年までの5年間、東京競馬場で日本ダービーが行われる日、いわゆるダービーデーに行われていた。出走資格はサラ系5歳以上900万下に加え日本ダービー1～5着馬、および主要国ダービー優勝馬の産駒のみが出走できる。またレース名は、'〇〇ダービースタリオンズステークス(〇〇にはその施行された年が入る。)としていた。その後1992年を最後に開催を休止（翌1993年からは青嵐賞を開催）。その後2013年に日本ダービー80周年を記念し復刻 ダービースタリオンズステークスを開催した。この時の条件は4歳以上1000万下に加え、日本ダービーおよび、イギリス・フランス・アイルランド・ケンタッキーダービー優勝馬の産駒限定とした。
またダービーデーには本競走以外に、ダービージョッキーズステークスが施行されていた。

## 歴代優勝馬
| 回数  | 施行日        | 競馬場 | 距離    | 優勝馬             | 優勝馬の父         | 性齢 | タイム | 優勝騎手 | 管理調教師 |
| ----- | ------------- | ------ | ------- | ------------------ | ------------------ | ---- | ------ | -------- | ---------- |
| 第1回 | 1988年5月29日 | 東京   | 芝2400m | マスコットマーチ   | カツラノハイセイコ | 牡6  | 2:28.9 | 河内洋   | 瀬戸口勉   |
| 第2回 | 1989年5月28日 | 東京   | 芝2400m | ライズインサン     | シャトーゲイ       | 牡5  | 2:28.6 | 岡部幸雄 | 清水利章   |
| 第3回 | 1990年5月27日 | 東京   | 芝2400m | アマミオウジ       | モンテプリンス     | 牡6  | 2:27.0 | 岡部幸雄 | 高橋祥泰   |
| 第4回 | 1991年5月26日 | 東京   | 芝2400m | シンボリプラット   | エンペリー         | 牡6  | 2:28.9 | 岡部幸雄 | 田中和夫   |
| 第5回 | 1992年5月31日 | 東京   | 芝2400m | メイショウソロモン | ミスターシービー   | 牡5  | 2:30.4 | 南井克巳 | 伊藤雄二   |
| 復刻  | 2013年5月26日 | 東京   | 芝2400m | カナロア           | ディープインパクト | 牡4  | 2:25.1 | 岩田康誠 | 藤原英昭   |

## 各回競走結果の出典
- ダービースタリオンズS　歴代優勝馬 - netkeiba、2021年12月15日閲覧
- ダービースタリオンズステークス 歴代結果 sportsnavi  - 2021年12月15日閲覧